# Heterogamodes hebraica
Heterogamodes hebraica är en kackerlacksart som beskrevs av Lucien Chopard 1963. Heterogamodes hebraica ingår i släktet Heterogamodes och familjen Polyphagidae.
Artens utbredningsområde är Israel. Inga underarter finns listade i Catalogue of Life.